# Bruant à calotte rayée
Rhynchospiza strigiceps
Espèce
Synonymes
- Aimophila strigiceps

Répartition géographique
Statut de conservation UICN

 LC  : Préoccupation mineure
Le Bruant à calotte rayée (Rhynchospiza strigiceps) est une espèce de passereau de la famille des Passerellidae originaire du continent américain.

## Répartition

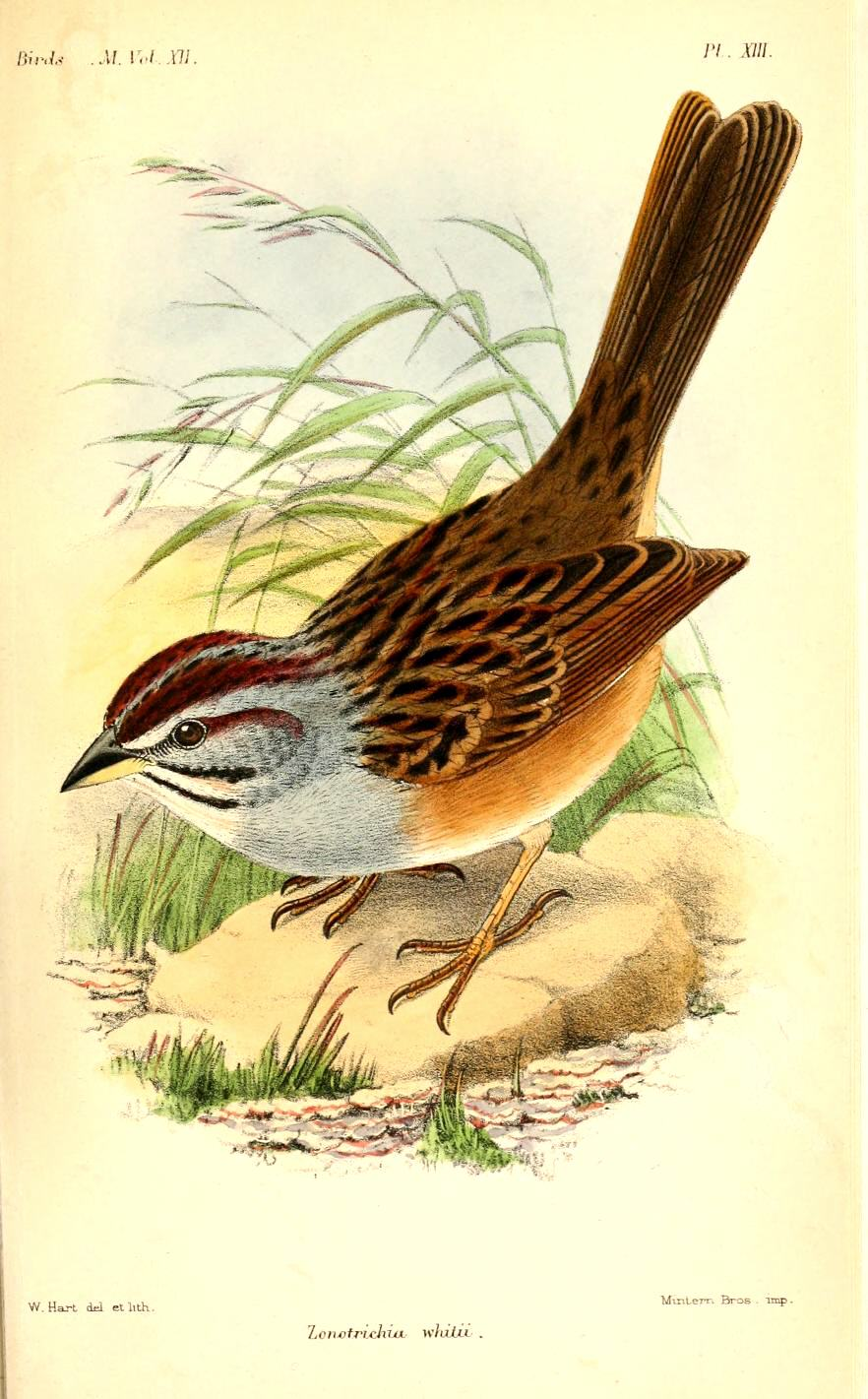

Cet oiseau peuple le Gran Chaco.

## Habitat
Il habite les forêts et les broussailles sèches tropicales et subtropicales.